# كاسر الحجر القوقعي
كاسر الحجر القوقعي (الاسم العلمي:Saxifraga cochlearis) هو نوع من النباتات يتبع جنس كاسر الحجر من فصيلة كاسرات الحجر.